# Catherine Day

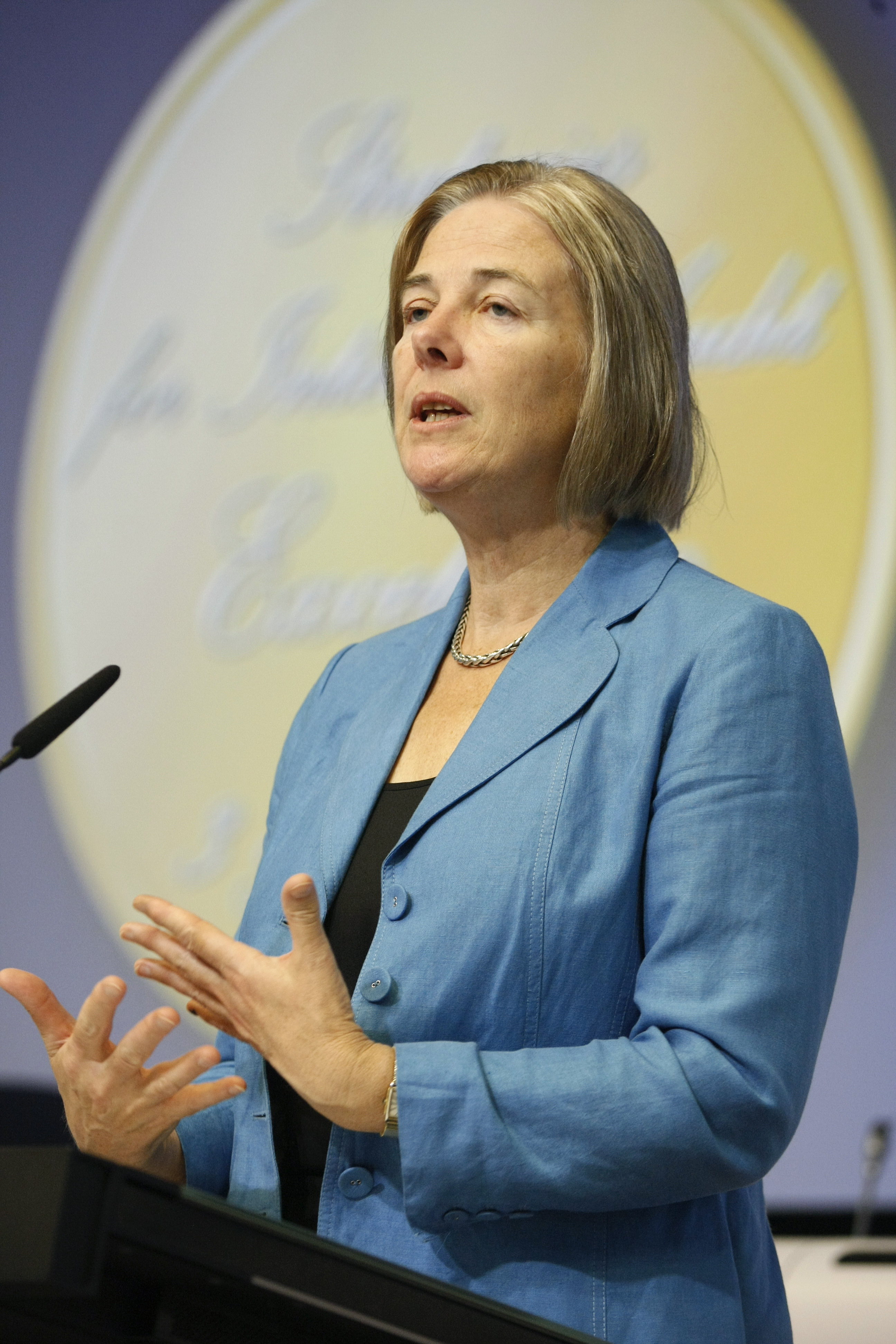
Catherine Day (2011)

Catherine Day (* 16. Juni 1954 in Dublin, Irland) war Generalsekretärin der Europäischen Kommission. Sie war höchste Beamtin in der ehemaligen Kommission „Barroso“. 

## Leben
Day studierte Wirtschafts- und Politikwissenschaften am University College Dublin und schloss ihr Studium mit einem Master of Arts in International Trade and Economic Integration ab. Bevor sie eine Laufbahn bei der Europäischen Kommission einschlug, war sie als Kreditreferentin bei der Investment Bank of Ireland (1974–1975) und als EG-Informationsbeauftragte bei der Konföderation der Irischen Industrie (Confederation of Irish Industry) beschäftigt (1975–1979). Von 1979 bis 1984 arbeitete sie als Sachbearbeiterin bei der damaligen Generaldirektion III (Binnenmarkt und Industrie).
Im Anschluss war sie in den Kabinetten von Richard Burke, Peter Sutherland und Leon Brittan tätig. 1996 wurde sie zur Direktorin der Generaldirektion Außenbeziehungen ernannt, wechselte aber schon ein Jahr später an die Spitze der GD Erweiterung, wo sie für die Beziehungen zu den damaligen Beitrittsstaaten in Mittel- und Osteuropa zuständig war. Nach weiteren Stationen in den Generaldirektionen Außenbeziehungen (2000–2002) und Umwelt (2002–2005) wurde sie im November 2005 an die Spitze des Generalsekretariats der Europäischen Kommission berufen. Damit gehörte sie – neben den Mitgliedern seines Kabinetts – zu den engsten Mitarbeitern von José Manuel Barroso. Dieses Amt bekleidete sie bis 2015, ihr Nachfolger als Generalsekretär ist Alexander Italianer.

## Auszeichnungen
- 2004: Großes Goldenes Ehrenzeichen für Verdienste um die Republik Österreich[3]
- 2016: Wahl zum Mitglied der Royal Irish Academy[4]